# ジョナサン・アイブ
ジョナサン・ポール・アイブ（英: Sir Jonathan Paul Ive、KBE、1967年2月27日 - ）は、イギリス人のデザイナー。 
Appleの元CDO（最高デザイン責任者）。 iMac、MacBook、iPod、iPhone、iPadなど現在の主要Apple製品のインダストリアルデザイン担当者として国際的に知られている。給料は1,000,000ポンド。
2019年6月、2019年内でマーク・ニューソンと共にAppleを退社しLoveFromというデザイン会社を起業すると発表。

## 生い立ち
ロンドンのチングフォードに生まれ、 教師でもあった父親に育てられた。チングフォード財団学校に通った後、スタッフォードにあるウォルトン高校へと進学した。その後ニューカッスル・ポリテクニックへと進み、インダストリアルデザインを学んだ。

## 経歴
ロンドンにあるデザインエージェンシーTangerineで短期間働いた後、1992年Appleとのキャリアを積むためにアメリカ合衆国へ移住した。当時はロバート・ブルーナーがインダストリアルデザイン部門を率いていたが、20周年記念Macintoshのデザインで頭角を現した。
1996年、ロバート・ブルーナーの後継として、正式にAppleへ入社しインダストリアルデザイン担当責任者に就任。以来、AppleのIDGを率い、同社の主要製品のデザインを統括してきた。スティーブ・ジョブズがAppleへと復帰した後、インダストリアルデザイン担当上級副社長となり、2013年6月にソフトウェアも含めたデザイン担当上級副社長へ就任、2017年7月にCDO（最高デザイン責任者）へ昇格した。当時のAppleで活躍していた主要メンバーの中では、エディー・キュー、ディアドラ・オブライエンとともに数少ないジョブズ復帰以前からのApple在籍者であった。
2017年、ロイヤル・カレッジ・オブ・アート学長就任が発表された。2019年6月27日にAppleを退社することが発表された。

### デザインの変遷
アイブ率いるAppleのIDGの製品デザインには、4つのフェーズが認められる。

#### トランスルーセント（半透明）
この最初のフェーズは、1997年のeMateの登場とともに初登場し、1998年にApple初の液晶外付けモニタであるApple Studio Display (15-inch flat panel)が登場し、その年後半のボンダイブルーのオリジナルiMac（下図参照）のリリースへと続いた。このモチーフは後の1999年にリリースされた初代iBookの各モデルや、Power Macintosh G3  (Blue & White)および同時リリースされた17, 21インチCRTのApple Studio Displayでも用いられた。 同デザインは、透明な表面にキャンディーあるいはミルキーホワイトのようなカラーリングを加え、ソフトでふっくらとした輪郭を備えるとともに、 縦方向のピンストライプが、製品の透明な表面から柔らかく透けて見えるようになっていた。 バックパネルに印刷されたポートのパネル表示や企業認定マークは、波打つような3Dパターンを持つレンチキュラー加工が施されていた。 AC電源コードもまた透明で、内側の編んだワイヤーが見えるようになっていた。
このスタイルにあるような透明効果およびカラーリングは、ガムドロップキャンディから着想を得たもので、アイブは製菓工場に通ってガムドロップの視覚効果の再現方法を学んだという。アイブと彼のチームは、このデザインモチーフにそった製品を製造するために、斬新な製造テクニックを編み出した 。
PowerBook G3のみが、この透明スタイルの影響を受けず、2001年にチタニウムPowerBook G4に置き換わるまで、不透明な黒色のケーシングのままだった。

#### カラー
初代iMacモデルのカラーは、オーストラリアのボンダイビーチの海の色にちなんで「ボンダイブルー」と呼ばれている。

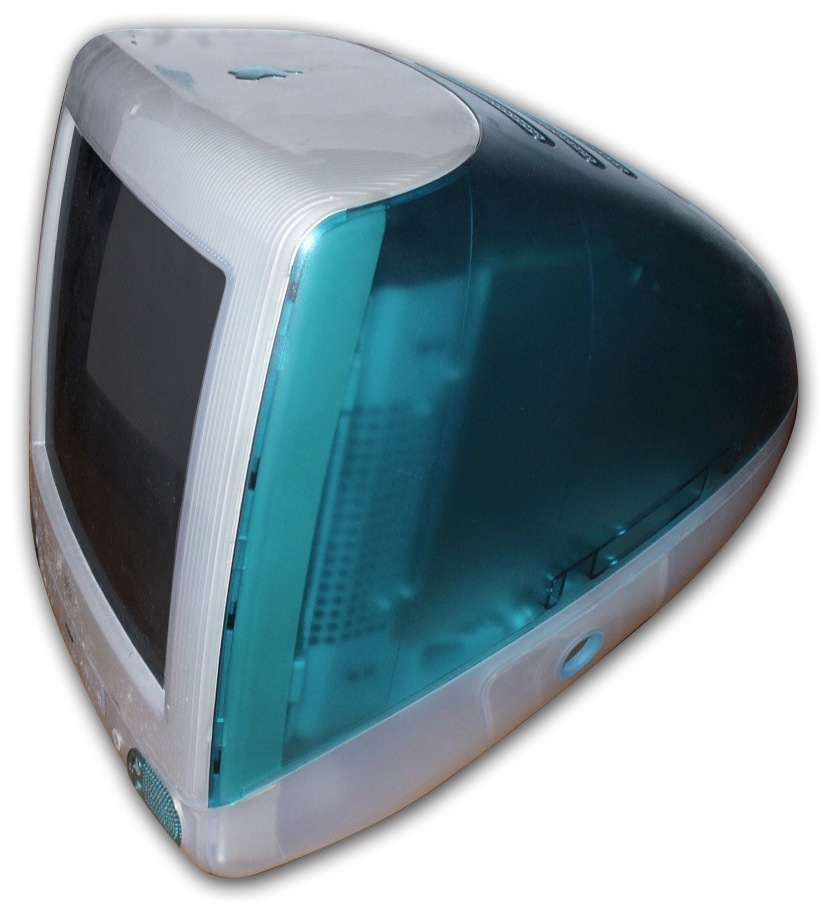
アイブのチームがデザインした初代iMac

「ボンダイブルー」iMacは、1999年1月に、「ブルーベリー」「グレープ（紫）」「タンジェリン（オレンジ）」「ライム（グリーン）」そして「ストロベリー（ピンクレッド）」という五種類のキャンディカラーに取って代わられる。このうち「タンジェリン」および「ブルーベリー」の二色は、初代iBookにも採用された。ブルーベリーはまた、Power Macintosh G3およびそのディスプレイに用いられてもいた。こうしたキャンディーカラーは、消費者向け製品のあいだで爆発的に流行し、時計付きラジオからハンバーガー用グリルにいたるまで、あらゆる場所で半透明プラスチックの明るい色調の筐体が採用された。
1999年後半、iMacのフルーツカラーに、より抑制された「グラファイト」と呼ばれるカラースキームが加わった。このカラースキームでは、色彩要素にスモーキーグレーが採用され、白色の部分が一部透明化された。 グラファイトは、iMac Special Editionモデルの色、さらには初代Power Mac G4のカラーとなった。次に登場したのは、2000年の「ルビー（ダークレッド）」「セージ（フォレストグリーン）」「スノー（ミルキーホワイト）」だった。iBookのカラーもまたアップデートされた。ブルーベリーはインディゴになり、タンジェリンはキーライム、そしてグラファイトがハイエンドモデルに加わった。
2001年には、「フラワーパワー」と「ブルーダルメシアン」の二種類の新しいカラースキームが導入された。「フラワーパワー」は花柄のついたホワイトで、「ブルーダルメシアン」はオリジナルの「ボンダイブルー」に似たブルーだったものの、白色の斑点が加えられていた。「スノー」カラースキームはまた、第二世代のiBookにも採用されていた。

#### ミニマリズム
2001年、Appleは複数の色彩を用いた半透明デザインから、二つのデザイン潮流へと移行した。Powerbook G4とともに登場したプロフェッショナル版モチーフは、産業用メタル -- 初期にはチタン、後にアルミニウム -- を採用していた。iBook G3とともにデビューした消費者向けミニマル・デザインは、表面は透明であったが、内側を白く塗り半透明ではなくなっていた。iBook G4では、ついに素材ごと白色へ変更された。 両ラインとも、柔らかで丸みを帯びた形状から、簡素化され直線的なミニマリズム的な形状へと変化した。こうしたデザインは、ドイツのインダストリアルデザイナーであるディーター・ラムス から大きな影響を受けているように見受けられる。その明確な例として挙げられるのがiPhoneの計算機アプリケーションで、ラムスが1978年にデザインしたBraun Control ET44計算機からの直接的影響が見てとれる。
iPodも消費者向けラインの見た目を引き継いでおり、表面透明で内側が白色の前面を特徴としている。 Appleは、iMac G5のリリースを「iPodのクリエーターから」のものとして、両製品の写真を並べることでそのデザインの類似点を目立つようにしてプロモーションさえしていたが、元々はMacのデザインチームがiPodも含めた全てのApple製品のデザインをしており、 Airport ExtremeやApple TV、iPhone等も製品ラインに共通したシンプルで丸みを帯びた四角スタイルを採用している。

#### アルミニウムと黒の組合せ
2008年以降のデザインは、白色プラスチックから、ガラスとアルミニウムへと移行している。この新しいデザインフェーズは、極限までのミニマリズムへと突き進むAppleの姿勢を示している。精密な「アルミニウム製ユニボディ」製品は、先行製品よりも洗練され、よりソフトでありながらより鋭角的なエッジを備え、「そこに存在する必要のない」あらゆるものを取り去り、非常にさっぱりした表面になっている。第一世代のiPhoneはこのスタイルとともにデビューし、ガラス画面の枠の黒が目立つようになっていた。このデザインはiMacラインにも採用され、ガラスに覆われたスクリーンとその周辺の黒い縁取りを除いて、その表面のほとんどがアルミニウムに覆われている。 iPodラインでもiPod classicがこのモチーフを引き継ぎ、アルミニウムの表面と黒い額縁を特徴としている。 MacBook Airでは、MacBook Proラインのアルミニウムスタイルと、同機種のキーボードと光沢ディスプレイによる新しいスタイルとがブレンドされている。Appleは2008年10月14日、このスタイルに沿って再デザインされたMacBookおよびMacBook Proを発表した。それに先立って発表されたMacBook Airと同じく、新しいMacBookおよびMacBook Proのシャシーは、一塊のアルミニウムから削り出されている。この「ユニボディ」構造は、シャシーのサイズと部品の数を減らすとともに、その剛性を高めることを狙いとしている。

## 栄誉

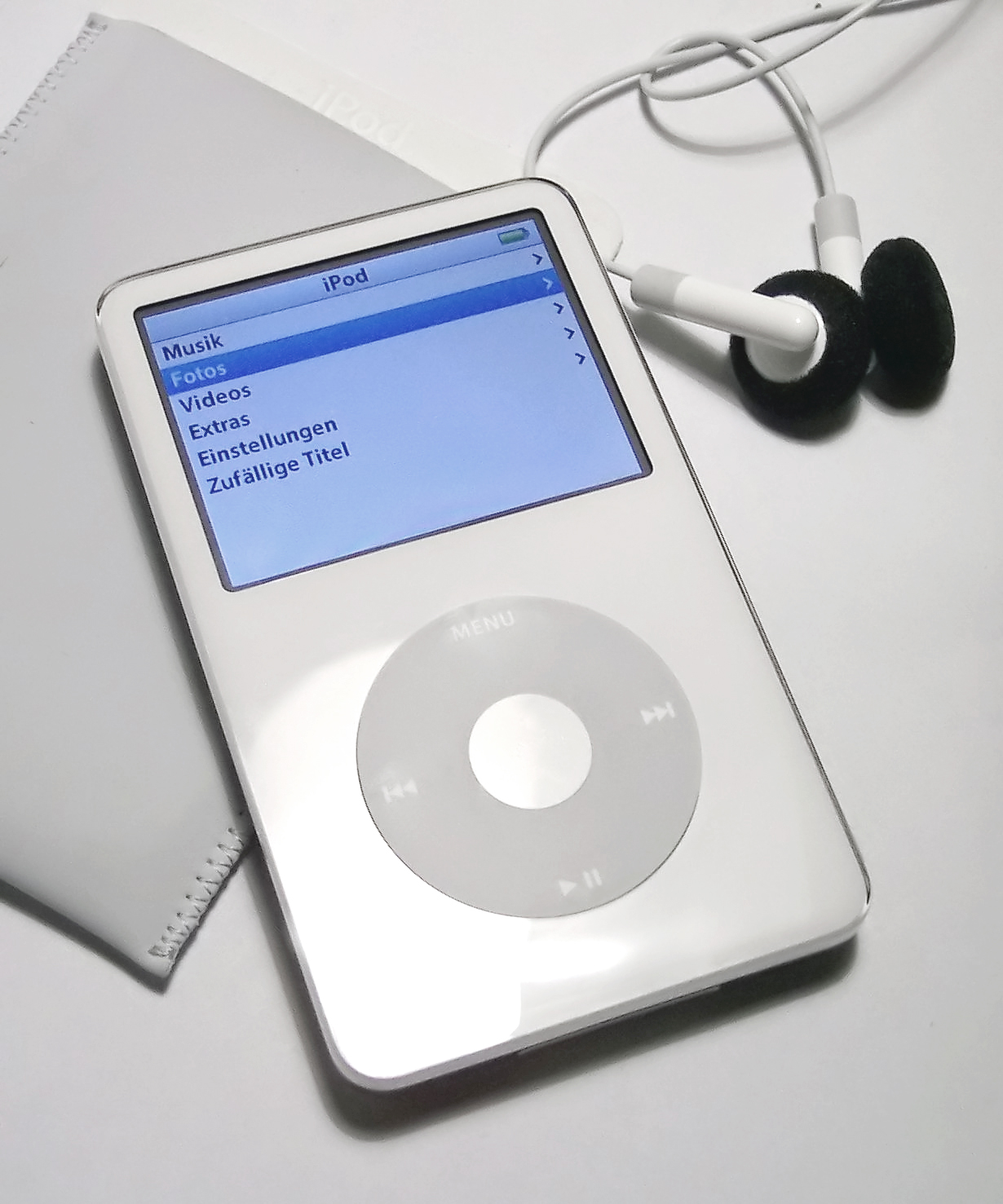
第五世代iPod。Appleが手がけ、もっとも評価の高いインダストリアルデザインのひとつ。

評論家は、アイブの作品をインダストリアルデザイン界において最高ランクに属するとみなしており、彼のチームが手がけた製品は、アメリカインダストリアルデザイナー協会のIndustrial Design Excellence Awardなどを受賞している。
アイブは、デザインミュージアムの2002年のデザイナー・オブ・ザ・イヤーの初代受賞者となった。その翌年の2003年に再び受賞し、 2004年には同賞の審査員となった。2004年にベンジャミン・フランクリン・メダルを受賞。
英国紙『サンデー・タイムズ』は2005年11月27日に、アイブをイギリスでもっとも影響力のある海外居住者のひとりとして選出している。「アイブは、リストにおいてもっとも裕福でも、もっとも年長者でもないかもしれない。しかし、彼はまちがいなくもっとも影響力をもった人物のひとりだ... iPodや、Appleのもっとも印象的な製品の数多くをデザインした人物として、音楽およびエレクトロニクス業界を揺るがした」として、 同リスト25人中23人目にリストされた。
また、アイブは2006年のイギリス新年叙勲者にリストされ、デザイン業界への貢献を讃えて大英帝国勲章を授与された。2005年6月には女王エリザベス2世が、iPodの利用者であることを明かしている。
最近のMacworld での投票で、アイブが1992年にAppleへと参加したことが、Appleの歴史において第六番目に重要なことだったとしてリストされた。さらに、Macworldの姉妹紙MacUserのライターであるダン・モーガンは、スティーブ・ジョブズがAppleのCEOの座から降りた場合、アイブは「Appleをおそらくもっとも有名たらしめているもの -デザイン- を体現している」として、後継者の有力候補となるだろう、と書いている 。
2007年7月18日、アイブは、iPhoneで彼が成し遂げた成果に対して、2007年度のクーパー・ヒューイット国立デザイン博物館ナショナル・デザイン・アワード生産デザイン部門賞を受賞した。
2008年1月11日 、『デイリー・テレグラフ』はアイブをアメリカ合衆国に住む最も影響力のある英国人として評している
2008年7月、アイブは、iPhoneのデザインに対してMDA Personal Achievement賞を受賞した。
2000年には母校のノーザンブリア大学から名誉学位を贈られている。2009年5月には、ロードアイランド・デザイン学校の名誉博士号を贈られた。
2013年4月18日、その年の『タイム100』に選出される。推薦文を寄せたロックバンド、U2のフロントマンであるボノは次のように彼を評している、。
2019年6月、Appleを退社し自身のベンチャー企業LoveFromを創設すると発表した。独立後もAppleと契約して引き続き製品開発を行っていたが、2022年7月、契約更新を行わないことにしたと発表した。

## 私生活
1987年に歴史家のヘザー・ペグと結婚し、双子の父親である。家族と共に、サンフランシスコのツインピークス地区に住んでいる。